# Фред Суоникър
Фред Суоникър (на английски: Fred Swaniker) просветен деец от Гана.
Роден е през 1976 година в Акра в семейството на юрист, което малко по-късно емигрира по политически причини и живее в разни африканска страни.
Той завършва колежа „Макалистър“ в Сейнт Пол, щата Минесота, Съединените щати, а след това и магистратура по бизнес администрация в Станфордския университет в щата Калифорния.
През 2008 година е сред основателите на Африканската академия за лидерство в Йоханесбург – средно училище пансион, имащо за цел подготовката на ученици от африкански страни за кандидатстване във водещи световни университети.
През следващите години по същия модел са основани и училища в Мавриций и Руанда.